# Virtual instrument software architecture
Virtual instrument software architecture (anglès de L'arquitectura de programari d'instruments virtuals, amb acrònim VISA) és una interfície de programació d'aplicacions (API) àmpliament utilitzada a la indústria d'assajos i mesuraments (T&M) per a comunicar-se amb instruments des d'un ordinador. VISA és un estàndard de la indústria implementat per diverses empreses de T&M, com ara Anritsu, Bustec, Keysight Technologies, Kikusui, National Instruments, Rohde & Schwarz i Tektronix.
L'estàndard VISA inclou especificacions de comunicació amb recursos a través d'interfícies d'E/S específiques de T&M, com ara GPIB i VXI. També hi ha algunes especificacions per a protocols específics de T&M sobre E/S estàndard de PC, com ara HiSLIP o VXI-11 (a través de TCP/IP) i USBTMC (a través d'USB).